# Villaggio Leumann
Il Villaggio Leumann (pronuncia originale corretta: /ˈlɔjman/, Vilage Leumann in piemontese), o semplicemente Leumann, è un quartiere operaio edificato alla fine dell'Ottocento a Collegno, alle porte di Torino.

## Storia
(dal necrologio per la morte di Napoleone Leumann.)

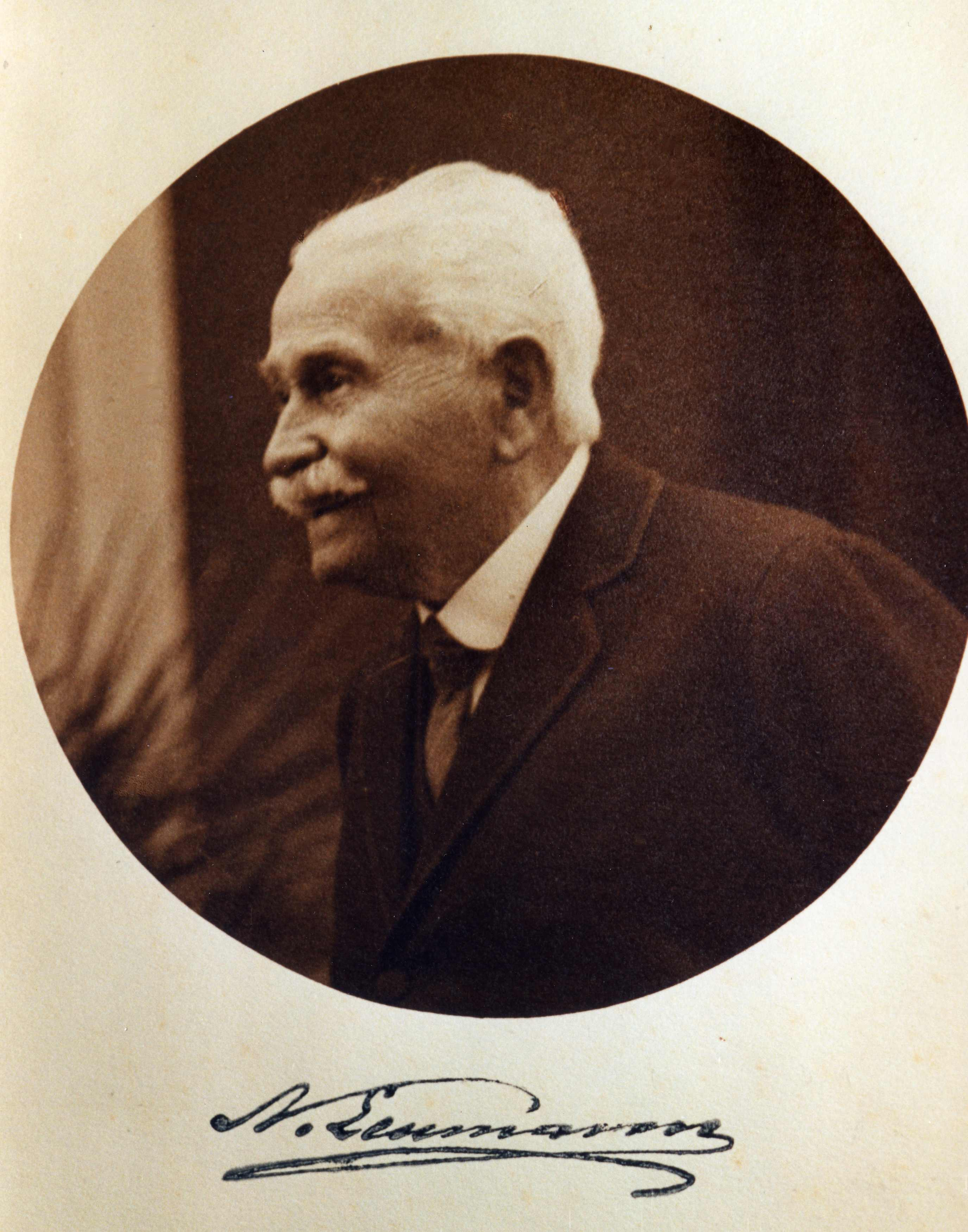
Napoleone Leumann

Il Villaggio Leumann nasce dall'idea di un illuminato imprenditore di origine elvetica, Napoleone Leumann, che trasferì l'azienda di famiglia da Voghera a Torino, beneficiando delle convenienti agevolazioni che offriva il capoluogo piemontese, reduce del contestato trasferimento della capitale prima a Firenze e poi a Roma. All'epoca, infatti, la città di Torino concedeva terreni a prezzo politico e agevolazioni fiscali, con l'intento di ricreare un nuovo ruolo di riferimento che compensasse la perdita del lustro, della centralità e delle importanti funzioni di una capitale. Inoltre un'ampia offerta di manodopera specializzata a costi ridotti completò il processo di attrazione di capitali e imprenditori, anche stranieri come Leumann, Abegg, Remmert, Metzger, Caratsch contribuendo a fare di Torino la nuova capitale dell'industria italiana.
La scelta cadde appunto sul vasto lotto di terra (circa 60.000 metri quadrati) nelle campagne circostanti il piccolo paese di Collegno, alle porte di Torino. Qui nel 1875 Isaac Leumann e il figlio Napoleone decisero di installare un nuovo sito produttivo che lavorasse il cotone, a differenza del precedente stabilimento di Voghera che trattava il lino. Fondamentale nella scelta del luogo fu anche la presenza di canali irrigui (bealera di Grugliasco) e la vicinanza di una nuova, moderna infrastruttura: la ferrovia che, correndo lungo l'asse dell'attuale Corso Francia, consentiva un rapido collegamento con Torino e la vicina Rivoli.
Il Cotonificio Leumann sarà destinato ad un crescente successo sino a diventare un'azienda di notevoli dimensioni e prestigio. Tuttavia Napoleone Leumann non creò soltanto un'industria con un annesso nucleo residenziale, bensì un'area ben definita in cui lavoro, famiglia, tempo libero, istituzioni sociali e previdenziali erano strettamente connessi fra loro, formando un contesto socialmente evoluto ed efficiente. L'organizzazione urbanistica, l'architettura degli edifici, le istituzioni sociali e i servizi assistenziali in esso creati fanno del villaggio un organismo che pone al centro dei suoi obiettivi una maggiore qualità di vita delle maestranze, sia sul lavoro che nella vita privata, con concreti vantaggi riscontrabili anche nell'ottima qualità che caratterizzò i prodotti del Cotonificio Leumann.
Esempi di villaggi analoghi sorsero nel medesimo periodo anche in Lombardia e in Veneto, ma il Villaggio Leumann è forse l'esempio più esteso, completo e funzionale, tale da divenire un'interessante testimonianza di carattere storico, culturale e architettonico.
Malauguratamente, nei primi anni settanta la crisi occorsa al settore tessile e una gestione poco avveduta degli eredi portò alla progressiva chiusura del glorioso Cotonificio Leumann. La sorte dell'intero villaggio sembrò compromessa dallo spettro della speculazione edilizia, ma una tempestiva e consapevole operazione di mantenimento ha permesso di conservarlo pressoché intatto, nonostante la crescente e disordinata urbanizzazione circostante. La proprietà degli immobili è passata al comune di Collegno, che ne ha garantito la salvaguardia, nonché una regolare assegnazione delle abitazioni restanti, secondo la graduatoria legata all'edilizia popolare.
Il villaggio è ancora intatto ai giorni nostri e possibile da visitare gratuitamente

## Architettura
Il complesso, realizzato tra il 1875 e il 1912, ispirato alla tradizione edilizia del nord Italia del tempo, contaminata soprattutto nei tagli volumetrici dei tetti, con stilemi di derivazione svizzera, data l’origine elvetica del committente, è costituito da due comprensori residenziali ai lati dell'ex stabilimento tessile, estendendosi per circa 60.000 metri quadrati e ospitava originariamente circa un migliaio di persone tra operai, impiegati e relative famiglie. Esso comprende ancora al suo interno 59 villini e case divisi in 120 alloggi, ciascuno provvisto sin dal principio di servizi igienici annessi e un giardino condiviso al piano terreno.
Attorno alle abitazioni vennero gradualmente realizzati anche gli edifici necessari ad una piccola comunità, ovvero: la scuola elementare, una palestra, i bagni pubblici, una chiesa, una cooperativa alimentare, una piccola stazione ferroviaria, un albergo e il Convitto delle Giovani Operaie. Inoltre, all'interno dello stabilimento vi trovavano luogo la mensa ma anche un ambulatorio, un asilo nido, un ufficio postale e un circolo sportivo.

### Fermata tranviaria

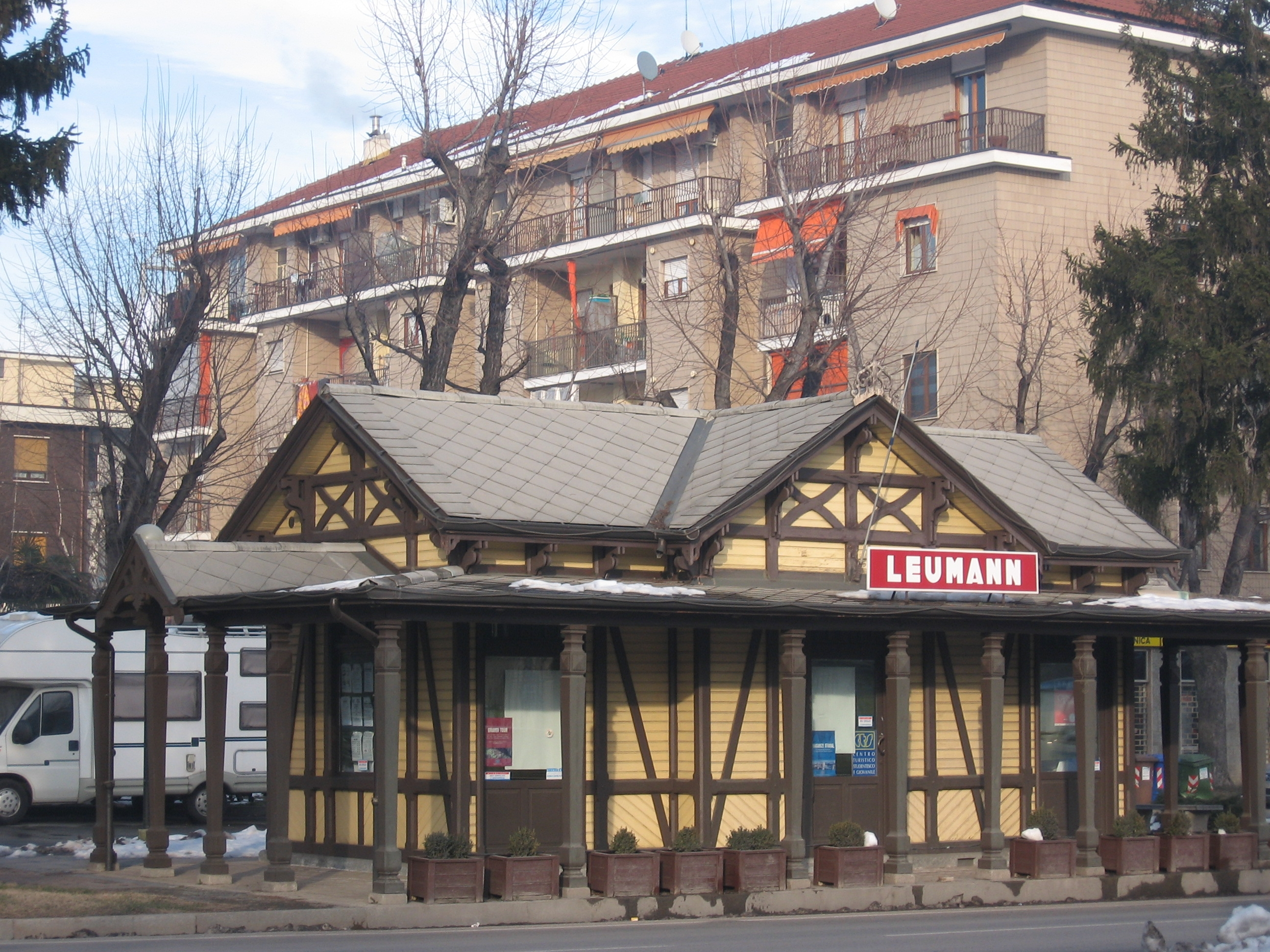
La stazionetta nel 2009.

Fra il 1871 e il 1955 il villaggio era servito da un'apposita fermata della tranvia Torino-Rivoli, sostituita da una filovia, a sua volta soppressa nel 1979.
Percorrendo il tracciato rettilineo dell'antica Strada per le Gallie, la tranvia si sviluppava per circa 12 chilometri; nel 1903 Napoleone Leumann, che già si serviva della linea per trasportare le proprie merci nel magazzino di Piazza Statuto, decise di far costruire una piccola stazione, detta la stazionetta, posta di fronte all'ingresso del cotonificio per consentire ai lavoratori pendolari di raggiungere il posto di lavoro più agevolmente. Si trattava un piccolo edificio in legno circondato per tre lati da un piccolo porticato il cui interno era originariamente costituito da un unico locale adibito a biglietteria e sala d'attesa.
Alla chiusura della tranvia la stazionetta rimase a margine di quello che era diventato corso Francia e vide un periodo di decadenza diventando uno spogliatoio per i vicini campi da tennis e in seguito abbandonata a sé stessa; nel 1998 il Comune di Collegno decise di restaurarla quale unica testimonianza della cessata tranvia.

### Chiesa di Santa Elisabetta

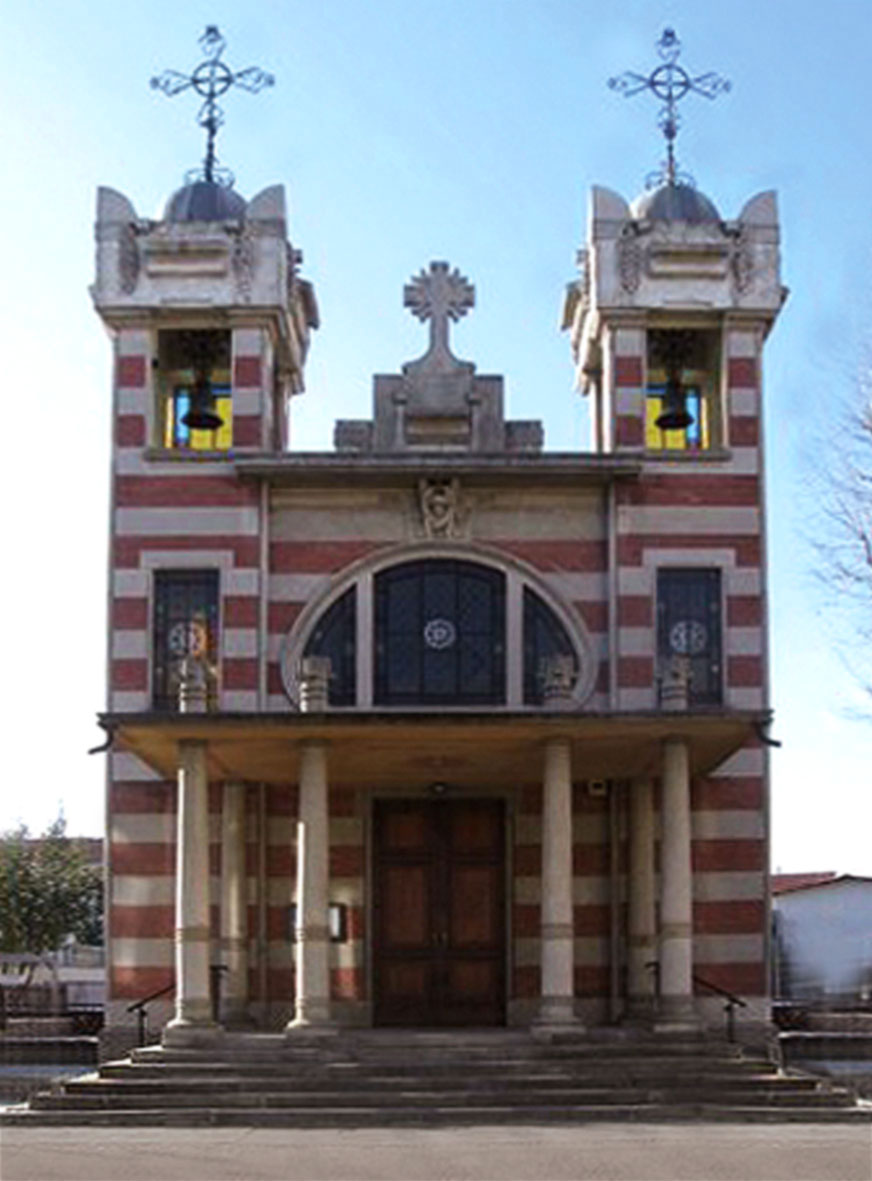
La chiesa di Santa Elisabetta.

Pur essendo di religione calvinista, Napoleone Leumann volle dotare il villaggio di una chiesa e nel 1907 commissiona il progetto all'ingegner Pietro Fenoglio. Essa è dedicata a Sant'Elisabetta, ed è una delle pochissime chiese in Italia, forse l'unica, a riportare elementi stilistici in stile Liberty, tra i vari che concorrono all'insieme di stile eclettico.
Il prospetto frontale è scandito da un motivo che alterna un rivestimento di mattoni a vista e fasce di litocemento. Ma ciò che marcatamente caratterizza la facciata sono i due campanili decorati a motivi geometrici, sovrastati da croci in ferro battuto. Il piccolo pronao antistante il portale di ingresso è invece sormontato da un inusuale rosone ripartito in tre parti riportante una vetrata policroma di chiara interpretazione Liberty.
Il corpo interno presenta una sobrietà tipicamente calvinista, ma la pianta longitudinale della navata unica è ravvivata da una decorazione geometrica che si estende anche sulla copertura a capriate lignee. Le trifore laterali di ispirazione neo-romantica, la vetrata absidale e quella frontale sono dotate di apprezzabili vetrate policrome realizzate sotto la supervisione del maestro Domenico Smeriglio da Poirino.

### Scuola
Napoleone Leumann era fermamente convinto che una corretta istruzione fosse uno degli elementi fondanti per avere dei buoni operai in futuro e così, nel 1903, il Villaggio Leumann ebbe la sua scuola. Ubicata nel comprensorio ovest del villaggio, l'edificio comprendeva sei classi elementari al primo piano, mentre al piano terreno c'era l'Asilo Infantile Wera, dedicato alla memoria della figlia di Leumann, scomparsa in tenera età.
La scuola era frequentata dai figli degli operai e degli impiegati del cotonificio, ma anche da alcuni residenti di Collegno, poiché era l'unica scuola vicina allora esistente nel comune. La scuola forniva gratuitamente i libri di testo e vi era anche una fornita biblioteca e poteva avvalersi di attrezzature e metodi didattici più avanzati del tempo. Inoltre, a stimolare l'impegno degli scolari, Leumann organizzava periodicamente premiazioni che prevedevano doni o piccoli lasciti in denaro che veniva accreditato su libretti postali.
 
Una particolare attenzione veniva data anche all'attività fisica con la ginnastica praticata quotidianamente nel cortile o nell'attigua palestra, compresa l'assistenza del medico del vicino cotonificio.
Nel marzo del 1906 vennero attivati anche dei corsi serali per operai e, visti i concreti risultati raggiunti in ambito didattico, la scuola viene dichiarata Ente Morale per Regio Decreto.
 Il 6 maggio del 1906 avvenne la cerimonia alla presenza del Ministro della Pubblica Istruzione On. Paolo Boselli, insieme al Sindaco di Collegno Audifredi ed altre personalità politiche, nonché una numerosa folla festante.
Nel 1910 l'edificio scolastico venne ampliato con l'innalzamento di un ulteriore piano per ospitare altre due aule e servizi. L'anno successivo, una relazione del Regio Ispettorato Scolastico giudicò la scuola del Villaggio Leumann come un modello di istruzione e di educazione sotto tutti gli aspetti rispondenti ai veri bisogni di una classe operaia.
Successivamente, la scuola ospitò unicamente le classi elementari e l'asilo infantile fu trasferito presso un'altra sede. 
Dal 2005 sono stati ultimati i lavori di restauro conservativo e di ristrutturazione e le lezioni sono regolarmente riprese.

### Cotonificio
Nel Cotonificio Leumann si effettuavano le lavorazioni di tessitura, tintura e finissaggio. La fabbrica fu attiva a pieno regime per quasi un secolo, dal 1875 fino al 1972 quando, in seguito ad una grave crisi del settore tessile, venne notevolmente ridimensionata. Continuò la propria attività fino alla chiusura avvenuta nel 2007.

## Il Villaggio Leumann oggi
Il villaggio è attualmente ancora abitato da alcuni ex dipendenti del Cotonificio Leumann e, complessivamente, da circa un centinaio di famiglie. 
Un recente restauro ha riportato agli antichi splendori le strutture liberty più caratteristiche del villaggio come alcuni edifici dell'ex stabilimento, l'ex scuola elementare e la Stazionetta. È stata recuperata anche parte della cancellata metallica che un tempo circondava l'intero stabilimento, ma che fu requisita dal governo fascista durante il periodo bellico della seconda guerra mondiale.
Inoltre il Villaggio Leumann è stato elevato a Ecomuseo sulla Cultura Materiale della provincia di Torino. È sede di un Centro di Documentazione, di saltuarie rappresentazioni espositive, teatrali ed è regolarmente visitabile da scolaresche e da comitive come esempio, con Crespi d’Adda e Schio, di villaggio operaio conservato integralmente. All'interno del villaggio è anche presente la biblioteca civica di Collegno, nel Convitto delle Operaie.
All'interno del villaggio è stato ambientato il film È nata una star?, del 2012, dove si trova la casa del protagonista e nelle numerose scene di esterno è possibile quindi osservare alcuni angoli del complesso.
Per quanto riguarda il settore trasporti, sono partiti nel primo semestre del 2019 i lavori per la costruzione del prolungamento della linea M1 della Metropolitana di Torino, che prevede una stazione proprio a servizio del villaggio.

## Archivio
I documenti e materiali relativi alla storia del Villaggio Leumann e del '900 e alle attività che qui si svolgevano sono raccolti presso il Centro di documentazione Archiviato il 29 agosto 2018 in Internet Archive. omonimo di Collegno.

### Annotazioni
1. ↑  Leumann è un cognome di origine tedesca e pertanto il dittongo eu va pronunciato oi. Tuttavia per comodità si è affermata la pronuncia /ˈlɛuman/, molto più comune nell'uso locale.
2. ↑  Il liberty, qui in Italia (ma non nel resto del mondo), era considerato uno stile inopportuno per la realizzazione di architettura sacra poiché ostentava forme troppo frivole, talvolta sensuali e spesso evocative di uno stereotipo di femminilità considerato decadente e lascivo.

### Fonti
1. ↑  Carla Gütermann, Il villaggio Leumann. Imprenditori illuminati nella Torino Liberty. Conferenza tenuta nel maggio 2002.
2. ↑   archeologiaindustriale.net,  https://archeologiaindustriale.net/803_il-villaggio-leumann-in-piemonte/.
3. ↑  B. Coda N., R. Fraternali, C. L. Ostorero, 2017, p. 155.
4. ↑   Guida alle Biblioteche dell'Area Metropolitana Torinese, Regione Piemonte.
5. ↑   Intervista a Luciana Littizzetto e Rocco Papaleo | Milanodabere.it, su milanodabere.it. URL consultato il 15 settembre 2013 (archiviato dall'url originale l'8 gennaio 2014).